# National Hockey League 2012-2013
La stagione 2012-2013 è stata la 95ª edizione della National Hockey League, la 96ª considerando la stagione del lockout. La stagione regolare sarebbe dovuta iniziare l'11 ottobre 2012 e terminare il 13 aprile 2013, tuttavia a causa di un lockout imposto dai proprietari delle franchigie NHL tutti i 625 incontri previsti dall'inizio della stagione fino al 14 gennaio 2013 furono cancellati. Il 6 gennaio 2013 fu infine concordato un nuovo contratto collettivo (CBA) fra i proprietari e i membri della NHLPA. La stagione regolare, ridotta a soli 48 incontri come nel 1995, iniziò il 19 gennaio 2013 per poi concludersi il 28 aprile. I Chicago Blackhawks sconfissero i Boston Bruins nella finale di Stanley Cup per 4-2, conquistando il quinto titolo nella storia della franchigia.
Nella primavera del 2012 per i timori del lockout furono cancellati gli incontri di esibizione della NHL in Europa. L'edizione 2013 dell'NHL Winter Classic avrebbe visto i Detroit Red Wings ospitare i Toronto Maple Leafs al Michigan Stadium di Ann Arbor, tuttavia essa fu cancellata a causa del lockout in corso. La NHL comunque confermò l'evento in vista della stagione 2013-14. Fu cancellato anche l'NHL All-Star Game previsto originariamente il 27 gennaio 2013 a Columbus organizzato dai Blue Jackets.
Il 24 ottobre 2012 i New York Islanders firmarono un accordo di 25 anni con il Barclays Center a Brooklyn, allo scadere del contratto di concessione del Nassau Veterans Memorial Coliseum. L'arena, originariamente costruita come impianto per i Brooklyn Nets (NBA), verrà ampliato per rispettare gli standard NHL.

## Squadre partecipanti
- Anaheim Ducks
- Boston Bruins
- Buffalo Sabres
- Calgary Flames
- Carolina Hurricanes
- Chicago Blackhawks
- Colorado Avalanche
- Columbus Blue Jackets
- Dallas Stars
- Detroit Red Wings
- Edmonton Oilers
- Florida Panthers
- Los Angeles Kings
- Minnesota Wild
- Montreal Canadiens

- Nashville Predators
- New Jersey Devils
- New York Islanders
- New York Rangers
- Ottawa Senators
- Philadelphia Flyers
- Phoenix Coyotes
- Pittsburgh Penguins
- San Jose Sharks
- St. Louis Blues
- Tampa Bay Lightning
- Toronto Maple Leafs
- Vancouver Canucks
- Washington Capitals
- Winnipeg Jets

## Pre-season

### NHL Entry Draft
L'Entry Draft si tenne fra il 22 ed il 23 giugno 2012 presso il Consol Energy Center di Pittsburgh, in Pennsylvania. Gli Edmonton Oilers nominarono come prima scelta assoluta il giocatore russo Nail' Jakupov. Altri giocatori rilevanti all'esordio in NHL furono Ryan Murray, Alex Galchenyuk, Griffin Reinhart e Michail Grigorenko.

### Proposta di riallineamento
Dopo il trasferimento degli Atlanta Thrashers e la nascita dei Winnipeg Jets si discusse all'interno della lega su una nuova distribuzione delle franchigie. Da sei le Division sarebbero scese a quattro, le due a Ovest composte da otto squadre mentre le due a Est da sette squadre ciascuna, ricalcando quella che in passato era stata l'antica suddivisione delle squadre nei gruppi Smythe, Norris, Adams e Patrick.
Tuttavia il 6 gennaio 2012 la lega annunciò ufficialmente la bocciatura della proposta da parte della NHLPA rimandando la questione almeno alla stagione 2013-14. La proposta non fu inserita neppure nel testo del nuovo contratto collettivo approvato dalla lega nel gennaio del 2013.

### Lockout
Il 13 settembre 2012 tutti e 29 i proprietari delle franchigie NHL (la lega infatti controllava ancora direttamente i Phoenix Coyotes) autorizzarono il commissioner Gary Bettman a dichiarare il lock out allo scadere del contratto collettivo  (CBA) il 15 settembre. Per la NHL fu la quinta vertenza sindacale in venti anni, in seguito allo sciopero del 1992, i lockout delle stagioni 1994-95 e 2004-05, così come lo sciopero degli arbitri nel 1993; più di quanto sia mai successo in una lega professionistica nordamericana nello stesso arco di tempo. In preparazione al periodo del lockout le squadre NHL assegnarono tutti i loro giocatori eleggibili alle formazioni affiliate in American Hockey League.
La stagione NHL entrò ufficialmente nel periodo di lockout allo scadere del contratto collettivo (Collective Bargaining Agreement) il 15 settembre 2012, senza che i proprietari e i giocatori si accordassero sulla spartizione dei profitti della lega. I giocatori rimasti senza squadra iniziarono subito a firmare accordi provvisori con squadre di Kontinental Hockey League, Extraliga, SM-liiga, Elitserien e Lega Nazionale A. Il 6 gennaio 2013 dopo una lunga trattativa la lega e i giocatori raggiunsero l'accordo per un nuovo contatto collettivo interrompendo il lockout.

## Stagione regolare

### Classifiche
= Qualificata per i playoff,       = Primo posto nella Conference,       = Vincitore del Presidents' Trophy, ( ) = Posizione nella Conference

#### Eastern Conference
Northeast Division
|    |                         | PG | V  | S  | OTS | GF  | GS  | PT |
| -- | ----------------------- | -- | -- | -- | --- | --- | --- | -- |
| 1. | Montreal Canadiens (2)  | 48 | 29 | 14 | 5   | 149 | 126 | 63 |
| 2. | Boston Bruins (4)       | 48 | 28 | 14 | 6   | 131 | 109 | 62 |
| 3. | Toronto Maple Leafs (5) | 48 | 26 | 17 | 5   | 145 | 133 | 57 |
| 4. | Ottawa Senators (7)     | 48 | 25 | 17 | 6   | 116 | 104 | 56 |
| 5. | Buffalo Sabres (12)     | 48 | 21 | 21 | 6   | 125 | 143 | 48 |

Atlantic Division
|    |                          | PG | V  | S  | OTS | GF  | GS  | PT |
| -- | ------------------------ | -- | -- | -- | --- | --- | --- | -- |
| 1. | Pittsburgh Penguins (1)  | 48 | 36 | 12 | 0   | 165 | 119 | 72 |
| 2. | New York Rangers (6)     | 48 | 26 | 18 | 4   | 130 | 112 | 56 |
| 3. | New York Islanders (8)   | 48 | 24 | 17 | 7   | 139 | 139 | 55 |
| 4. | Philadelphia Flyers (10) | 48 | 23 | 22 | 3   | 133 | 141 | 49 |
| 5. | New Jersey Devils (11)   | 48 | 19 | 19 | 10  | 112 | 129 | 48 |

Southeast Division
|    |                          | PG | V  | S  | OTS | GF  | GS  | PT |
| -- | ------------------------ | -- | -- | -- | --- | --- | --- | -- |
| 1. | Washington Capitals (3)  | 48 | 27 | 18 | 3   | 149 | 130 | 57 |
| 2. | Winnipeg Jets (9)        | 48 | 24 | 21 | 3   | 128 | 144 | 51 |
| 3. | Carolina Hurricanes (13) | 48 | 19 | 25 | 4   | 128 | 160 | 42 |
| 4. | Tampa Bay Lightning (14) | 48 | 18 | 26 | 4   | 148 | 150 | 40 |
| 5. | Florida Panthers (15)    | 48 | 15 | 27 | 6   | 112 | 171 | 36 |

#### Western Conference
Northwest Division
|    |                         | PG | V  | S  | OTS | GF  | GS  | PT |
| -- | ----------------------- | -- | -- | -- | --- | --- | --- | -- |
| 1. | Vancouver Canucks (3)   | 48 | 26 | 15 | 7   | 127 | 121 | 59 |
| 2. | Minnesota Wild (8)      | 48 | 26 | 19 | 3   | 122 | 127 | 55 |
| 3. | Edmonton Oilers (12)    | 48 | 19 | 22 | 7   | 125 | 134 | 45 |
| 4. | Calgary Flames (13)     | 48 | 19 | 25 | 4   | 128 | 160 | 42 |
| 5. | Colorado Avalanche (15) | 48 | 16 | 25 | 7   | 116 | 152 | 39 |

Central Division
|    |                           | PG | V  | S  | OTS | GF  | GS  | PT |
| -- | ------------------------- | -- | -- | -- | --- | --- | --- | -- |
| 1. | Chicago Blackhawks (1)    | 48 | 36 | 7  | 5   | 155 | 102 | 77 |
| 2. | St. Louis Blues (4)       | 48 | 29 | 17 | 2   | 129 | 115 | 60 |
| 3. | Detroit Red Wings (7)     | 48 | 24 | 16 | 8   | 124 | 115 | 56 |
| 4. | Columbus Blue Jackets (9) | 48 | 24 | 17 | 7   | 120 | 119 | 55 |
| 5. | Nashville Predators (14)  | 48 | 16 | 23 | 9   | 111 | 139 | 41 |

Pacific Division
|    |                       | PG | V  | S  | OTS | GF  | GS  | PT |
| -- | --------------------- | -- | -- | -- | --- | --- | --- | -- |
| 1. | Anaheim Ducks (2)     | 48 | 30 | 12 | 6   | 140 | 118 | 66 |
| 2. | Los Angeles Kings (5) | 48 | 27 | 16 | 5   | 133 | 118 | 59 |
| 3. | San Jose Sharks (6)   | 48 | 25 | 16 | 7   | 124 | 116 | 57 |
| 4. | Phoenix Coyotes (10)  | 48 | 21 | 18 | 9   | 125 | 131 | 51 |
| 5. | Dallas Stars (11)     | 48 | 22 | 22 | 4   | 130 | 142 | 48 |

### Statistiche

#### Classifica marcatori
La seguente lista elenca i migliori marcatori al termine della stagione regolare.

| Giocatore         | Squadra             | PG | G  | A  | Pt | +/- | MP |
| ----------------- | ------------------- | -- | -- | -- | -- | --- | -- |
| Martin St. Louis  | Tampa Bay Lightning | 48 | 17 | 43 | 60 | 0   | 14 |
| Steven Stamkos    | Tampa Bay Lightning | 48 | 29 | 28 | 57 | -4  | 32 |
| Aleksandr Ovečkin | Washington Capitals | 48 | 32 | 24 | 56 | +2  | 36 |
| Sidney Crosby     | Pittsburgh Penguins | 36 | 15 | 41 | 56 | +26 | 16 |
| Patrick Kane      | Chicago Blackhawks  | 47 | 23 | 32 | 55 | +11 | 8  |
| Eric Staal        | Carolina Hurricanes | 48 | 18 | 35 | 53 | +5  | 54 |
| Chris Kunitz      | Pittsburgh Penguins | 48 | 22 | 30 | 52 | +30 | 39 |
| Phil Kessel       | Toronto Maple Leafs | 48 | 20 | 32 | 52 | -3  | 18 |
| Taylor Hall       | Edmonton Oilers     | 45 | 16 | 34 | 50 | +5  | 33 |
| Ryan Getzlaf      | Anaheim Ducks       | 44 | 15 | 34 | 49 | +14 | 41 |

#### Classifica portieri
La seguente lista elenca i migliori portieri al termine della stagione regolare con almeno 1200 minuti giocati.

| Giocatore         | Squadra               | PG | Min     | V  | S  | OTS | GS | SO | Sv%  | MGS  |
| ----------------- | --------------------- | -- | ------- | -- | -- | --- | -- | -- | ---- | ---- |
| Craig Anderson    | Ottawa Senators       | 24 | 1420:36 | 12 | 9  | 2   | 40 | 3  | .941 | 1.69 |
| Corey Crawford    | Chicago Blackhawks    | 30 | 1760:31 | 19 | 5  | 5   | 57 | 3  | .926 | 1.94 |
| Sergej Bobrovskij | Columbus Blue Jackets | 38 | 2218:57 | 21 | 11 | 6   | 74 | 4  | .932 | 2.00 |
| Tuukka Rask       | Boston Bruins         | 36 | 2104:09 | 19 | 10 | 5   | 70 | 5  | .932 | 2.00 |
| Henrik Lundqvist  | New York Rangers      | 43 | 2575:22 | 24 | 16 | 3   | 88 | 2  | .926 | 2.05 |
| Cory Schneider    | Vancouver Canucks     | 30 | 1733:19 | 17 | 9  | 4   | 61 | 5  | .927 | 2.11 |
| Jimmy Howard      | Detroit Red Wings     | 42 | 2445:44 | 21 | 13 | 7   | 87 | 5  | .923 | 2.13 |
| Antti Niemi       | San Jose Sharks       | 43 | 2580:46 | 24 | 12 | 6   | 93 | 4  | .924 | 2.16 |
| Viktor Fasth      | Anaheim Ducks         | 25 | 1428:18 | 15 | 6  | 2   | 52 | 4  | .921 | 2.18 |
| Martin Brodeur    | New Jersey Devils     | 29 | 1757:21 | 13 | 9  | 7   | 65 | 2  | .901 | 2.22 |

## Playoff

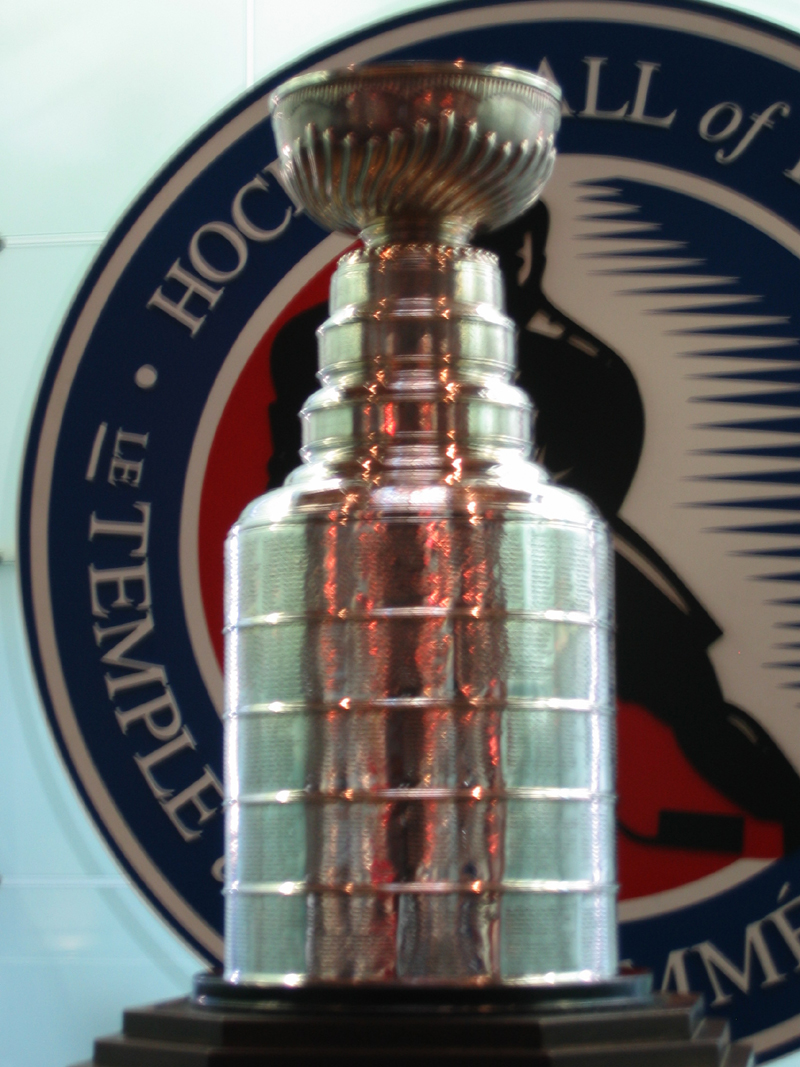
Il trofeo della Stanley Cup

Al termine della stagione regolare le migliori 16 squadre del campionato si qualificano per i playoff. I Chicago Blackhawks si aggiudicarono il Presidents' Trophy avendo ottenuto il miglior record della lega con 77 punti. I campioni di ciascuna Division conservano il proprio ranking per l'intera durata dei playoff, mentre le altre squadre vengono ricollocate nella graduatoria dopo ciascun turno.

### Tabellone playoff
In ciascun turno la squadra con il ranking più alto si sfida con quella dal posizionamento più basso, usufruendo anche del vantaggio del fattore campo. Nella finale di Stanley Cup il fattore campo si determina dai punti ottenuti in stagione regolare dalle due squadre. Ciascuna serie, al meglio delle sette gare, seguì il formato 2–2–1–1–1: la squadra migliore in stagione regolare avrebbe disputato in casa Gara-1 e 2, (se necessario anche Gara-5 e 7), mentre quella posizionata peggio avrebbe giocato nel proprio palazzetto Gara-3 e 4 (se necessario anche Gara-6).
|  | Quarti di finale Conference | Quarti di finale Conference                      | Quarti di finale Conference |   |                     | Semifinali Conference | Semifinali Conference | Semifinali Conference |                    |                    | Finali Conference   | Finali Conference  | Finali Conference  |  |  | Finale Stanley Cup | Finale Stanley Cup | Finale Stanley Cup |
|  |                             |                                                  |                             |   |                     |                       |                       |                       |                    |                    |                     |                    |                    |  |  |                    |                    |                    |
|  | 1                           | Pittsburgh Penguins                              | 4                           |   |                     | 1                     | Pittsburgh Penguins   | 4                     |                    |                    |                     |                    |                    |  |  |                    |                    |                    |
|  | 8                           | New York Islanders                               | 2                           |   |                     | 7                     | Ottawa Senators       | 1                     |                    |                    |                     |                    |                    |  |  |                    |                    |                    |
|  |                             |                                                  |                             |   |                     |                       |                       |                       |                    |                    |                     |                    |                    |  |  |                    |                    |                    |
|  | 2                           | Montreal Canadiens                               | 1                           |   |                     |                       |                       |                       | Eastern Conference | Eastern Conference | Eastern Conference  | Eastern Conference | Eastern Conference |  |  |                    |                    |                    |
|  | 2                           | Montreal Canadiens                               | 1                           |   |                     |                       |                       |                       | Eastern Conference | Eastern Conference | Eastern Conference  | Eastern Conference | Eastern Conference |  |  |                    |                    |                    |
|  | 7                           | Ottawa Senators                                  | 4                           |   |                     |                       |                       |                       |                    |                    |                     |                    |                    |  |  |                    |                    |                    |
|  | 7                           | Ottawa Senators                                  | 4                           |   |                     |                       |                       |                       |                    | 1                  | Pittsburgh Penguins | 0                  |                    |  |  |                    |                    |                    |
|  |                             |                                                  |                             |   |                     |                       |                       |                       |                    | 1                  | Pittsburgh Penguins | 0                  |                    |  |  |                    |                    |                    |
|  |                             | 4                                                | Boston Bruins               | 4 |                     |                       |                       |                       |                    |                    |                     |                    |                    |  |  |                    |                    |                    |
|  | 3                           | 4                                                | Boston Bruins               | 4 | Washington Capitals | 3                     |                       |                       |                    |                    |                     |                    |                    |  |  |                    |                    |                    |
|  | 3                           |                                                  |                             |   | Washington Capitals | 3                     |                       |                       |                    |                    |                     |                    |                    |  |  |                    |                    |                    |
|  | 6                           | New York Rangers                                 | 4                           |   |                     |                       |                       |                       |                    |                    |                     |                    |                    |  |  |                    |                    |                    |
|  | 6                           | New York Rangers                                 | 4                           |   |                     |                       |                       |                       |                    |                    |                     |                    |                    |  |  |                    |                    |                    |
|  |                             |                                                  |                             |   |                     |                       |                       |                       |                    |                    |                     |                    |                    |  |  |                    |                    |                    |
|  |                             |                                                  |                             |   |                     |                       |                       |                       |                    |                    |                     |                    |                    |  |  |                    |                    |                    |
|  | 4                           | Boston Bruins                                    | 4                           |   | 4                   | Boston Bruins         | 4                     |                       |                    |                    |                     |                    |                    |  |  |                    |                    |                    |
|  | 4                           | Boston Bruins                                    | 4                           |   | 4                   | Boston Bruins         | 4                     |                       |                    |                    |                     |                    |                    |  |  |                    |                    |                    |
|  | 5                           | Toronto Maple Leafs                              | 3                           |   |                     | 6                     | New York Rangers      | 1                     |                    |                    |                     |                    |                    |  |  |                    |                    |                    |
|  | 5                           | Toronto Maple Leafs                              | 3                           |   |                     |                       |                       |                       |                    | E4                 | Boston Bruins       | 2                  |                    |  |  |                    |                    |                    |
|  |                             | (Accoppiamenti ristabiliti dopo il primo turno.) |                             |   |                     |                       |                       |                       |                    | E4                 | Boston Bruins       | 2                  |                    |  |  |                    |                    |                    |
|  |                             | W1                                               | Chicago Blackhawks          | 4 |                     |                       |                       |                       |                    |                    |                     |                    |                    |  |  |                    |                    |                    |
|  | 1                           | W1                                               | Chicago Blackhawks          | 4 | Chicago Blackhawks  | 4                     |                       |                       | 1                  | Chicago Blackhawks | 4                   |                    |                    |  |  |                    |                    |                    |
|  | 1                           |                                                  |                             |   | Chicago Blackhawks  | 4                     |                       |                       | 1                  | Chicago Blackhawks | 4                   |                    |                    |  |  |                    |                    |                    |
|  | 8                           | Minnesota Wild                                   | 1                           |   |                     | 7                     | Detroit Red Wings     | 3                     |                    |                    |                     |                    |                    |  |  |                    |                    |                    |
|  | 8                           | Minnesota Wild                                   | 1                           |   |                     | 7                     | Detroit Red Wings     | 3                     |                    |                    |                     |                    |                    |  |  |                    |                    |                    |
|  |                             |                                                  |                             |   |                     |                       |                       |                       |                    |                    |                     |                    |                    |  |  |                    |                    |                    |
|  | 2                           | Anaheim Ducks                                    | 3                           |   |                     |                       |                       |                       |                    |                    |                     |                    |                    |  |  |                    |                    |                    |
|  | 2                           | Anaheim Ducks                                    | 3                           |   |                     |                       |                       |                       |                    |                    |                     |                    |                    |  |  |                    |                    |                    |
|  | 7                           | Detroit Red Wings                                | 4                           |   |                     |                       |                       |                       |                    |                    |                     |                    |                    |  |  |                    |                    |                    |
|  | 7                           | Detroit Red Wings                                | 4                           |   |                     |                       |                       |                       | 1                  | Chicago Blackhawks | 4                   |                    |                    |  |  |                    |                    |                    |
|  |                             |                                                  |                             |   |                     |                       |                       |                       | 1                  | Chicago Blackhawks | 4                   |                    |                    |  |  |                    |                    |                    |
|  |                             | 5                                                | Los Angeles Kings           | 1 |                     |                       |                       |                       |                    |                    |                     |                    |                    |  |  |                    |                    |                    |
|  | 3                           | 5                                                | Los Angeles Kings           | 1 | Vancouver Canucks   | 0                     |                       |                       |                    |                    |                     |                    |                    |  |  |                    |                    |                    |
|  | 3                           |                                                  |                             |   | Vancouver Canucks   | 0                     |                       |                       |                    |                    |                     |                    |                    |  |  |                    |                    |                    |
|  | 6                           | San Jose Sharks                                  | 4                           |   |                     |                       |                       |                       |                    |                    | Western Conference  | Western Conference | Western Conference |  |  |                    |                    |                    |
|  | 6                           | San Jose Sharks                                  | 4                           |   |                     |                       |                       |                       |                    |                    | Western Conference  | Western Conference | Western Conference |  |  |                    |                    |                    |
|  |                             |                                                  |                             |   |                     |                       |                       |                       |                    |                    |                     |                    |                    |  |  |                    |                    |                    |
|  | 4                           | St. Louis Blues                                  | 2                           |   | 5                   | Los Angeles Kings     | 4                     |                       |                    |                    |                     |                    |                    |  |  |                    |                    |                    |
|  | 4                           | St. Louis Blues                                  | 2                           |   | 5                   | Los Angeles Kings     | 4                     |                       |                    |                    |                     |                    |                    |  |  |                    |                    |                    |
|  | 5                           | Los Angeles Kings                                | 4                           |   |                     | 6                     | San Jose Sharks       | 3                     |                    |                    |                     |                    |                    |  |  |                    |                    |                    |

### Stanley Cup
La finale della Stanley Cup 2013 è stata una serie al meglio delle sette gare che ha determinato il campione della National Hockey League per la stagione 2012-13. Nella storia dei playoff è la settima sfida fra Boston Bruins e Chicago Blackhawks, la prima dal 1978. Per i Boston Bruins si trattò della diciottesima apparizione nella finale della Stanley Cup, la prima dopo il titolo nel 2011 contro i Vancouver Canucks. Per Chicago fu invece la dodicesima apparizione dopo la vittoria contro i Philadelphia Flyers nel 2010.

## Premi NHL

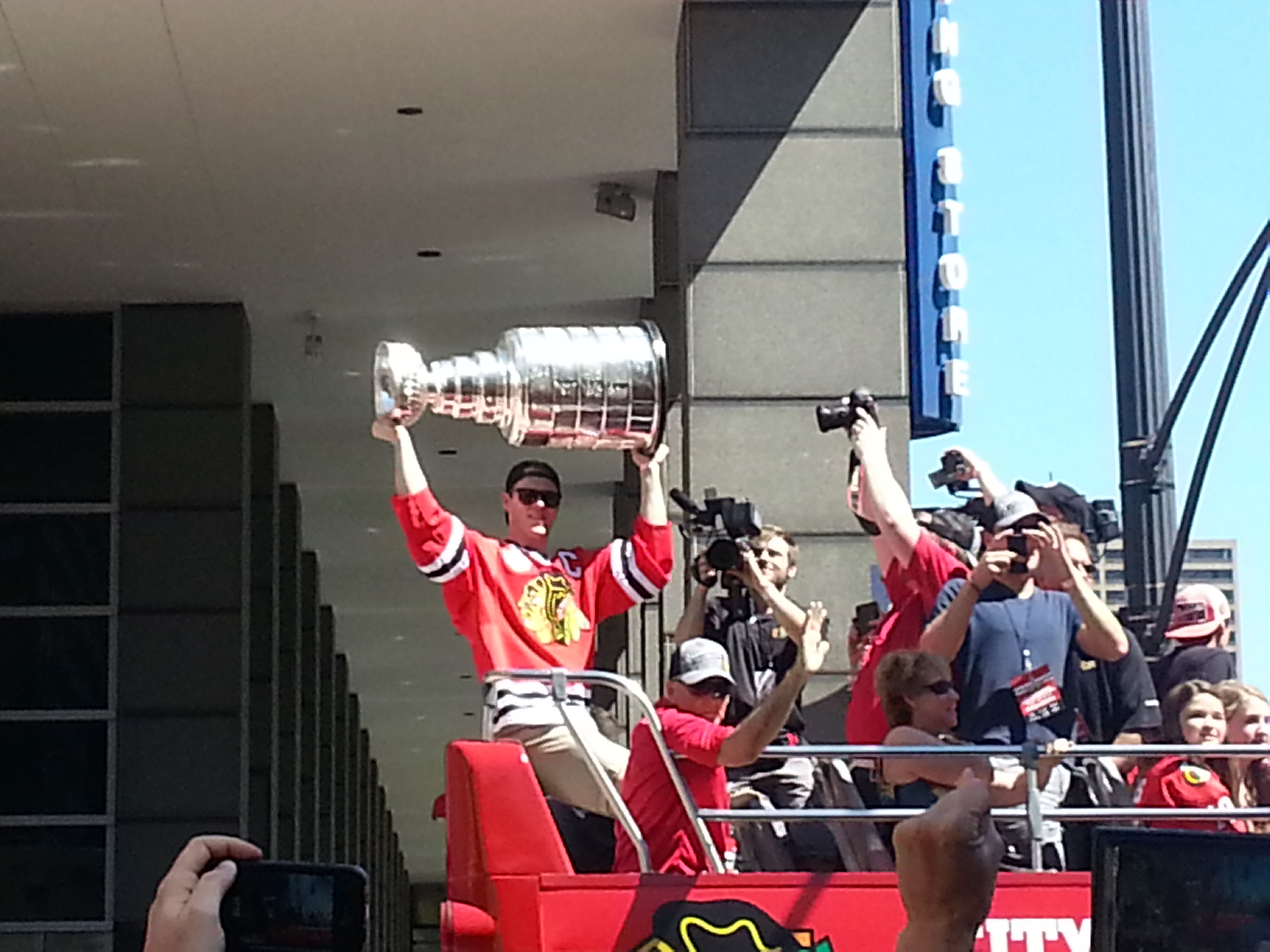
Jonathan Toews, capitano dei Chicago Blackhawks vincitori della Stanley Cup 2013.

### Riconoscimenti
- Stanley Cup: Chicago Blackhawks
- Presidents' Trophy: Chicago Blackhawks
- Prince of Wales Trophy: Boston Bruins
- Clarence S. Campbell Bowl: Chicago Blackhawks
- Art Ross Trophy: Martin St. Louis (Tampa Bay Lightning)
- Bill Masterton Memorial Trophy: Josh Harding (Minnesota Wild)
- Calder Memorial Trophy: Jonathan Huberdeau (Florida Panthers)
- Conn Smythe Trophy: Patrick Kane (Chicago Blackhawks)
- Frank J. Selke Trophy: Jonathan Toews (Chicago Blackhawks)
- Hart Memorial Trophy: Aleksandr Ovečkin (Washington Capitals)
- Jack Adams Award: Paul McLean (Ottawa Senators)
- James Norris Memorial Trophy: P.K. Subban (Montreal Canadiens)
- King Clancy Memorial Trophy: Patrice Bergeron (Boston Bruins)
- Lady Byng Memorial Trophy: Martin St. Louis (Tampa Bay Lightning)
- Mark Messier Leadership Award: Daniel Alfredsson (Ottawa Senators)
- Maurice Richard Trophy: Aleksandr Ovečkin (Washington Capitals)
- NHL Foundation Player Award: Henrik Zetterberg (Detroit Red Wings)
- NHL General Manager of the Year Award: Ray Shero (Pittsburgh Penguins)
- Ted Lindsay Award: Sidney Crosby (Pittsburgh Penguins)
- Vezina Trophy: Sergej Bobrovskij (Columbus Blue Jackets)
- William M. Jennings Trophy: Corey Crawford e Ray Emery (Chicago Blackhawks)

### NHL All-Star Team
First All-Star Team
- Attaccanti: Chris Kunitz • Sidney Crosby • Aleksandr Ovečkin
- Difensori: Ryan Suter • P.K. Subban
- Portiere: Sergej Bobrovskij

Second All-Star Team
- Attaccanti: Aleksandr Ovečkin • Jonathan Toews • Martin St. Louis
- Difensori: Kris Letang • François Beauchemin
- Portiere: Henrik Lundqvist

NHL All-Rookie Team
- Attaccanti: Jonathan Huberdeau • Brandon Saad • Brendan Gallagher
- Difensori: Jonas Brodin • Justin Schultz
- Portiere: Jake Allen